# تمدن ایچما

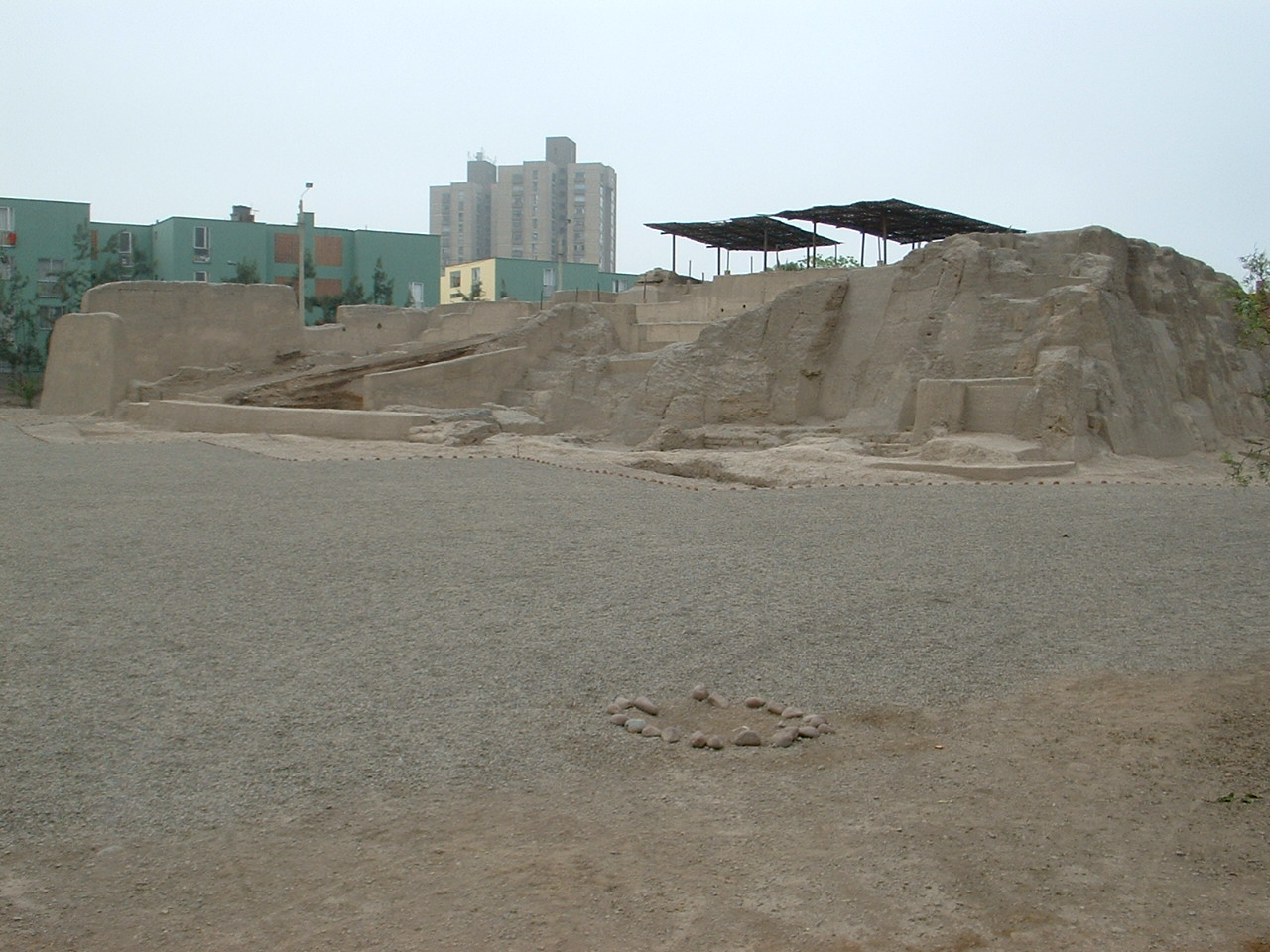
مکانِ باستانیِ «اوآکا سان بورخا»

تمدن ایچما (اسپانیایی: Ichma culture‎) یا تمدن ییچما (اسپانیایی: Yschma culture‎) نامِ فرهنگ و تمدنی قدیمی و بومی در پرو است که پیش از تمدن اینکاها به وجود آمده و در جنوب‌شرقی پرو در «درهٔ لورین» سکنا داشتند. این اقوام بعدها به سمت شمال و «درهٔ ریماک» گسترش یافتند.
تمدن ایچما حوالی سال ۱۱۰۰ پس از میلاد و بدنبال اضمحلال «امپراتوری واری» شکل گرفت و تا حوالی سال ۱۴۴۰ پس از میلاد وجود داشت، تا آنکه در آن زمان و به‌طور تدریجی، در امپراتوری اینکا جذب و ادغام گشت.